# تبریز مه‌آلود
تبریز مه‌آلود (دومانلی تبریز) رمان عاشقانهٔ آذربایجانی است که توسط محمدسعید اردوبادی نوشته شده‌است. داستان اصلی این رمان در تبریز و در طی جنبش مشروطهٔ ایران و اشغال تبریز بدست قوای روس در اوایل سدهٔ بیستم اتفاق می‌افتد. عمده تمرکز کتاب شامل وقایع انقلاب مشروطه در پشت داستانی عاشقانه است.
این رمان در اصل به زبان ترکی آذربایجانی نوشته شده و سپس دو بار به زبان فارسی ترجمه شده‌است؛ یک بار توسط سعید منیری و پس از آن توسط رحیم رئیس‌نیا. در ترجمهٔ رئیسی‌نیا مترجم روایت داستان را با منابع معتبر تاریخی مقایسه کرده و برخی از مطالب کتاب را مورد انتقاد قرار داده‌است.
کتاب از زبان اول شخص است که خواننده در انتهای کتاب به هویت وی پی می‌برد. سوای داستان رمانتیک راوی، شرح جزء به جزء وقایع مشروطه و اشغال تبریز بدست قوای روس در سال‌های بعد از مشروطه می‌پردازد. به همراه تحلیل از دیدگاه شخصی با آرمان‌های سوسیالیستی در خلال داستان به چشم می‌خورد.
به جز اغراق افراطی تأثیر انقلاب سرخ کمونیستی روسیه، بقیهٔ کتاب بیش‌تر با شواهد تاریخی برابری می‌کند. اردوبادی همچنین تلاش و نقش معلم آمریکایی مدرسهٔ مموریال تبریز -هوارد باسکرویل- در جنبش‌های آزادی‌بخش مردم ایران را در طی انقلاب مشروطه کشته شد را نادیده گرفته و به‌جای وی دختری آمریکایی را جایگزین کرده که درکی درست از انقلاب ندارد.